# Malans (Haute-Saône)
Malans é uma comuna francesa na região administrativa de Borgonha-Franco-Condado, no departamento de Alto Sona. Estende-se por uma área de 6,75 km². Em 2010 a comuna tinha 137 habitantes (densidade: 20,3 hab./km²).